# Người da đen khốn cùng (phim)
Người da đen khốn cùng (tiếng Tây Ban Nha: Pobre negro) là một phim truyền hình do Luis Alberto Lamata đạo diễn, xuất phẩm năm 1989.

## Lịch sử
Truyện phim phỏng theo tiểu thuyết cùng tên của tác gia Rómulo Gallegos.

## Nội dung
- Phần 1: Malo

Anna Julia là con gái ông chủ đồn điền Carlos Alcorta. Lúc nhỏ cô chứng kiến một nô lệ da đen bị hành hình, từ đó mắc chứng sợ người da đen. Nhiều năm sau Julia trở về từ thành phố. Anh nô lệ Malo vừa gặp đã si mê cô chủ, anh chặn đường để tặng cô một sợi dây nhưng lại khiến Julia sợ hãi ngã từ ngựa xuống. Malo bị đem đi hành hình để trừng phạt.
Người thầm yêu cô – Viejo và cha cố muốn chữa khỏi chứng sợ của Julia bằng cách thuyết phục cô kết bạn với người da đen, nhưng cha mẹ lại muốn bảo vệ cô bằng cách lệnh cho mọi nô lệ phải tránh xa Julia.
Malo dù nhiều lần bị đánh đập nhưng vẫn không ngừng si mê Julia. Thầy phù thủy Jose-một người da đen có khả năng tiên tri đã khuyến khích Malo theo đuổi Julia. Dần dần, Julia không còn sợ hãi người da đen nhưng lại sợ hãi vì tình cảm với Malo. Bạn gái của Malo-nữ nô lệ Encarnacion ghen tuông và hận, đã dùng dao dọa giết Julia. Julia và Viejo thả Encarnacion đi, nhưng Carlos đã lệnh cho tên quản nô da lai Mindonga bắt Encarnacion về. Encarnacion bị Mindonga hãm hiếp, hành hạ đến thân tàn ma dại. Carlos ra lệnh treo cổ Encarnacion, nhưng Julia ngăn cản. Phù thủy Jose cứu Encarnacion về, nhưng ông gieo quẻ biết tuổi thọ của cô đã hết. Ông đành bỏ đi, để mặc đám Mindonga treo cổ Encarnacion.
Hôm đó là ngày hội thánh của người da đen, nhưng Carlos lệnh cho nô lệ không được mở tiệc. Malo trốn sang tiệc của trang trại khác, Julia cũng tò mò tìm đến. Hai người gặp và ái ân với nhau... Malo mất tích bí ẩn sau khi bị Mindonga bắn. Julia bị gia đình bắt về, bị coi như người điên và nhốt trong căn hầm.
Julia chết sau khi sinh được một đứa con trai. Anh trai cô - Antonio - mang đứa bé cho nhà Maria nuôi. Maria vốn là đầu bếp của nhà Alcorta được trả tự do và kết hôn với một người da lai. Antonio nói dối đứa bé là con của mình với một nữ nô. Maria đặt tên đứa bé là Miguel, coi đứa bé là anh song sinh với con gái mình.
- Phần 2: Miguel

20 năm sau, con gái út của Antonio là Luisana, là một cô gái nhân hậu luôn giúp đỡ người da đen. Cô cũng muốn làm bạn với Miguel, nhưng Miguel hay cáu kỉnh có thành kiến với người da trắng. Luisana tò mò tìm hiểu về Malo, mọi người đồn đại ông đã lên núi sống. Luisana lên núi tìm và gặp Tapipa, thủ lĩnh nhóm cướp da đen trên núi, có thân phận bí ẩn.
Miguel giống hệt Malo nên nghe không ít lời xì xào, anh cũng đi tìm Malo. Một đêm nọ, hai con ngựa đen mang theo linh hồn của Julia và Malo đã đưa Miguel và Luisana gặp nhau. Từ đó hai người yêu nhau.
Nhưng Luisana đã có vị hôn phu, tướng quân Rosendo tàn bạo. Trong khi chị gái Luisana là Amelia lại yêu Rosendo. Luisana và Miguel đau khổ khi hiểu nhầm họ là anh em cùng cha, cho đến khi Viejo tiết lộ sự thật.
Phù thủy Jose sợ lặp lại bi kịch của Malo, cố gắng gán ghép Miguel với Candelaria, con gái của Juan-một người bạn cũ của Malo. Ông bỏ thuốc Miguel, để Miguel ngủ với Candelaria. Miguel buồn chán bỏ đi, đến nhà em gái ở (con gái Maria). Candelaria phát hiện mình có thai.
Carlos lệnh cho thủ hạ của Mindonga giết Miguel, nhưng tên này giết nhầm em rể Miguel. Em gái Miguel tức giận bắn súng vào chân Carlos nên bị Mindonga đem ra tra tấn, Tapipa đã giúp Miguel cứu em nhưng lại bắt cóc Miguel về. Candelaria bị Mindonga đạp vào bụng nên xảy thai, sau đó qua đời.
Tapipa tiết lộ anh là con trai của Malo với người đã cứu ông ấy. Tapipa muốn Miguel cùng mình tham gia đội quân da đen nhưng Miguel từ chối. Phong trào giải phóng nô lệ nổ ra, nhà Alcorta cũng như nhiều đồn điền buộc phải trả tự do cho tất cả nô lệ. Người da đen được tự do nhưng lại không có cái ăn, nhiều người trở thành cướp.
Carlos qua đời vì tuổi già, đám Tapia xông vào nhà chém giết. Luisana và Amelia trốn vào hầm của Lulia ngày trước nên thoát. Mẹ Luisana cũng chạy thoát, nhưng bà bị Mindonga hãm hiếp và giết chết, đổ tội cho người da đen. Cùng lúc cha mẹ bị giết khiến Luisana căm hận người da đen và hận lây cả Miguel. Cả nhà Alcorta chuyển lên thành phố, bỏ hoang căn nhà bị Mindonga chiếm làm sào huyệt.
Bốn năm sau, Luisana đính hôn với Rosendo. Anh trai cô, Fermin bất ngờ bỏ về quê nên cô cũng về theo. Fermin bị mắc bệnh phong-vô phương cứu chữa thời đó. Anh muốn gây dựng lại gia tài dòng họ trước khi chết. Fermin đuổi Mindonga đi, nhờ sự giúp đỡ của cha con Miguel và Viejo thuê người da đen làm việc.
Chiến tranh da trắng-da đen nổ ra. Rosendo mang theo quân đội biến nhà Alcorta thành trại lính. Rosendo giết Maria khiến Miguel căm hận và trở thành một trong những thủ lĩnh của đội quân da đen. Đội quân da đen còn có một nữ thủ lĩnh gọi là cô gái Khăn đỏ, cô gái ấy giống hệt Encarnacion khiến nhiều người hốt hoảng.
Đội quân da đen quyết định tấn công vào nhà Alcorta và giết sạch người da trắng. Miguel phản đối không được, anh đến bờ sông nơi lần đầu hai người hôn nhau và gặp Luisana. Hai người nối lại tình yêu, Luisana đoán ra vụ tấn công nên tức giận bỏ về.
Vào đêm cuộc tấn công nổ ra, Luisana một mình xuất hiện trước sân nhà vì muốn ngăn cản chiến tranh. Nhưng Amelia bắn chết Tapipa gây nên một cuộc hỗn chiến. Amelia và Rosendo bị giết, Miguel cứu Luisana, Viejo cũng bế Fermin chạy thoát.
Cũng đêm đó, Khăn đỏ nói với thầy Jose cô sẽ cưỡi ngựa đen (ám chỉ cô là hồn ma). Thầy Jose cởi khăn quàng của cô và nhìn thấy vết hằn treo cổ... Mindonga tưởng chừng chạy thoát nhưng Khăn đỏ- Encarnacion xuất hiện và thắt cổ hắn đến chết.
Cảnh cuối phim, Miguel ôm Luisana trong rừng, Viejo và Fermin đang tìm kiếm họ.

## Kĩ thuật
Phim được quay tại Venezuela trong năm 1989.

### Diễn xuất
- Franklin Vírgüez... Pedro Miguel Candelas (Pedro Malo) / Pedro Miguel Gomares
- Abby Raymond... Ana Julia Alcorta +
- Alberto Alvarez... Mindonga
- América Barrio
- Marco Antonio Casanova... Cecilio Alcorta (trẻ)
- Carlos Cámara, Jr.... Cecilio Alcorta (già)
- Carlos Villamizar... Rosendo Mediavilla
- Elisa Escámez
- Gisvel Ascanio
- Gledys Ibarra... Encarnación
- Hazel Leal... Candelaria
- Ignacio Navarro... Carlos Alcorta
- Marlene Maseda... Ana Julia Alcorta
- Pedro Marthán